# Consistórios de Urbano VI
Esta entrada reúne a lista completa dos consistórios para a criação de novos cardeais presidida pelo Papa Urbano VI, com a indicação de todos os cardeais criados sobre os quais há informação documental (42 novos cardeais em 6 consistórios). Os nomes são colocados em ordem de criação.

## 18 de setembro de 1378
1. Tommaso da Frignano, O.F.M., (falecido em novembro de 1381)
2. Pietro Pileo da Prata (que morreu por volta de 1400)
3. Francesco Moricotti Prignani (falecido em fevereiro de 1394)
4. Luca Rodolfucci de 'Gentili (falecido em janeiro de 1389)
5. Andrea Bontempi Martini (falecido em julho de 1390)
6. Bonaventura Badoer da Peraga, O.E.S.A., (falecido em 1389); abençoado
7. Niccolò Caracciolo Moschino, O.P., (falecido em julho de 1389)
8. Filippo Carafa della Serra (falecido em maio de 1389)
9. Galeotto Tarlati de Petramala (falecido entre 1397 e 1400)
10. Giovanni da Amelia
11. Filippo Ruffini, O.P. (falecido antes de maio de 1386)
12. Poncello Orsini (falecido em fevereiro de 1395)
13. Bartolomeo Mezzavacca (falecido em julho de 1396)
14. Rainolfo de Monteruc (falecido em agosto de 1382)
15. Gentile di Sangro
16. Philippe d'Alençon de Valois (falecido em agosto de 1397)
17. Jan Očko z Vlaŝimi (falecido em janeiro de 1380)
18. Guglielmo Sanseverino (falecido antes de novembro de 1378)
19. Eleazario da Sabrano (falecido em agosto de 1380)
20. Dömötör Vaskúti (falecido em 1386)
21. Agapito Colonna (falecido em outubro de 1380)
22. Ludovico di Capua (falecido em 1380)
23. Stefano Colonna (falecido em 1378 ou 1379)
24. Giovanni Fieschio (falecido antes de dezembro de 1384)

## 21 de dezembro de 1381
1. Adam Easton, O.S.B. (falecido em agosto de 1398).
2. Ludovico Donà, O.F.M.
3. Bartolomeo da Cogorno, O.F.M.
4. Francesco Renzio (falecido em setembro de 1390)
5. Landolfo Maramaldo
6. Pietro Tomacelli (falecido em outubro de 1404)

## Por volta de 1383
1. Marino del Giudice (morto em 1386)
2. Tommaso Orsini de Manoppello (falecido em julho de 1390)
3. Guilherme de Cápua (falecido em julho de 1389)

## 17 de dezembro de 1384
1. Bálint Alsáni (falecido em novembro de 1408)
2. Angelo Acciaioli (falecido em maio de 1408)
3. Francesco Carbone, O.Cist., (falecido em junho de 1405)
4. Marino Bulcani (falecido em agosto de 1394)
5. Rinaldo Brancaccio(falecido em outubro de 1427)
6. Francesco Castagnola (morreu em novembro de 1385, sem nunca ter recebido diaconia)
7. Ludovico Fieschi (falecido em abril de 1423)
8. Stefano Palosio (falecido em abril de 1396)
9. Angelo d'Anna de Sommariva, O.S.B.Cam. (falecido em julho de 1428)